# شهرستان بوئنا ویستا (آیووا)
شهرستان بوئنا ویستا، آیووا (به انگلیسی: Buena Vista County, Iowa) شهرستانی است که در ایالات متحده آمریکا است که در آیووا واقع شده‌است.

## خصوصیات
شهرستان بوئنا ویستا ۱٬۵۰۲٫۲ کیلومترمربع مساحت دارد.